# James Hare
James Hare (1747-1804) est un homme politique anglais, diplomate et spirituel.

## Biographie
Il est le fils de Joseph Hare, apothicaire de Wells, Somerset. Il fait ses études au Collège d'Eton, et entre dans le Collège King, Cambridge en décembre 1765. Il obtient son diplôme BA en 1770, devient fellow en 1768, poste qu'il occupe à 1774.
Il arrive à Londres, où son statut d'esprit est généralement reconnu. Il s'associe à un groupe en vue, composé de Frederick Howard, 5e comte de Carlisle, William Fitzwilliam (4e comte Fitzwilliam), le général Richard FitzPatrick, Charles James Fox et Anthony Morris Storer. Il siège pour le district de Stockbridge, dans le Hampshire, de mai 1772 à 1774, puis pour Knaresborough, une circonscription contrôlée par le duc de Devonshire, du 3 juillet 1781 à sa mort en 1804. Il s'est effondré dans son premier discours parlementaire, et n'a jamais fait une deuxième tentative.
Il est extravagant, particulièrement aux cartes, et manque d'argent. D'octobre 1779 à janvier 1782, il est ministre plénipotentiaire en Pologne. En 1802, il est très malade à Paris et Fox lui rend souvent visite. Il meurt à Bath, Somerset le 17 mars 1804.
Hare aurait été l'un des auteurs du Rolliad.

## Famille
La fortune de Hare est améliorée par son mariage à Hannah, fille de Abraham Hume (1er baronnet), le 21 janvier 1774, à St George's Hanover Square, Londres. Elle meurt le 6 mai 1827 et un monument à sa mémoire est placé dans le chœur de Wormley Church, Hertfordshire. Ils ont une fille.